# ديلان تشي أرخي سفلي
ديلان‌ تشي أرخي سفلي هي قرية في مقاطعة نقدة، إيران. عدد سكان هذه القرية هو 455 في سنة 2006.